# Lady of the Night (álbum)
Lady of the Night (español: Dama de la noche) es el primer álbum de la cantante Donna Summer. El álbum, producido por Pete Bellotte, fue lanzado solamente en los Países Bajos junto con los sencillos «The Hostage» y «Lady of the Night» (lanzados en Europa).
Las canciones, escritas por el dúo Bellotte/Moroder, son en su mayoría de estilo folk, pop y soft rock, muy diferente al material presentado en su álbum siguiente Love to Love You Baby (1975).
En el año 1995 fue relanzado en CD en Alemania, omitiendo la canción «Full of Emptiness» (incluida en Love to Love You Baby).

## Lista de canciones
- Todas las canciones escritas por Pete Bellotte y Giorgio Moroder, excepto las indicadas.

### Lado A
| N.º | Título                   | Duración |  |
| 1.  | «Lady of the Night»      | 3:58     |  |
| 2.  | «Born to Die»            | 3:24     |  |
| 3.  | «Friends»                | 3:31     |  |
| 4.  | «Full of Emptiness»      | 2:26     |  |
| 5.  | «Domino» (Pete Bellotte) | 3:14     |  |

### Lado B
| N.º | Título                               | Duración |  |
| 6.  | «The Hostage»                        | 4:16     |  |
| 7.  | «Wounded»                            | 2:43     |  |
| 8.  | «Little Miss Fit»                    | 3:06     |  |
| 9.  | «Let's Work Together Now» (Bellotte) | 3:58     |  |
| 10. | «Sing Along (Sad Song)» (Bellotte)   | 3:20     |  |

## Historial de lanzamientos
| País         | Año  | Discográfica       | Formato |
| ------------ | ---- | ------------------ | ------- |
| Países Bajos | 1974 | Groovy Records     | LP      |
| Países Bajos | 1976 | Philips Records    | LP      |
| Países Bajos | 1976 | Prominent          | LP      |
| Alemania     | 1995 | Kiosk              | CD      |
| Alemania     | 1999 | Repertoire Records | CD      |

## Listas

### Álbum
| País         | Posición más alta |
| ------------ | ----------------- |
| Países Bajos | 27                |

### Sencillos
| Sencillo            | Bandera de Alemania | Bandera de Bélgica | Bandera de los Países Bajos |
| ------------------- | ------------------- | ------------------ | --------------------------- |
| "The Hostage"       | 2                   | 1                  | 2                           |
| "Lady of the Night" | 40                  | -                  | 4                           |

- Datos: Q923011